# Tomasz Grochoczyński
Tomasz Cezary Grochoczyński (ur. 26 marca 1948 w Otwocku) – polski aktor teatralny, filmowy i dubbingowy, prezenter telewizyjny. Najbardziej znany z roli Arktosa w polskiej wersji językowej serialu animowanego Tabaluga.

## Życiorys
Ukończył XXXIX Liceum Ogólnokształcące im. Ludowego Lotnictwa Polskiego na warszawskich Bielanach (1966). W 1970 roku został absolwentem PWST w Warszawie. 19 listopada tego samego roku, zadebiutował w teatrze.
Występował w Teatrze Polskim w Poznaniu (1970–1973), Teatrze Rozmaitości w Warszawie (1973–1982), Teatrze Komedia w Warszawie (1982–1985). W latach 1985–1990 był dyrektorem i kierownikiem artystycznym Teatru im. Szaniawskiego w Płocku, a w latach 1992–1993 kierownikiem artystycznym Teatru Impresaryjnego im. Włodzimierza Gniazdowskiego we Włocławku.
Wykładowca Akademii Teatralnej im. Aleksandra Zelwerowicza w Warszawie, dziekan Wydziału Aktorskiego (2008–2012), prorektor (2012–2016).
W 1999 roku na antenie Naszej TV prowadził magazyn wędkarski „Na ryby”.

## Teatr
- Teatr Dramatyczny w Poznaniu – 1970–1972
- Teatr Polski w Poznaniu – 1972–1973
- Teatr Rozmaitości w Warszawie – 1973–1982
- Teatr Komedia w Warszawie – 1982–1985
- Teatr im. J. Szaniawskiego w Płocku – 1985–1990 jako dyrektor artystyczny i naczelny

## Filmografia
- 2019: Czarny mercedes (postsynchrony)
- 2016: Kacperiada – sąsiad (głos, odc. 10)
- 2004: M jak miłość – właściciel kawiarni (odc. 244)
- 2002–2006: Samo życie – Stanisław Karwan
- 2002–2010: Plebania – Władysław Śleboda
- 2002, 2014: Baśnie i bajki polskie –
  - starosta (głos, odc. 7),
  - dziedzic (głos, odc. 34)
- 2001: Casus belli
- 2000: Ogniem i mieczem – Bychowiec
- 1999: Ogniem i mieczem – Bychowiec
- 1997: Sława i chwała – oficer w barze informujący o zawieszeniu broni (odc. 4)
- 1996: Kratka – taksówkarz
- 1993: Nowe przygody Arsena Lupin
- 1993: Żywot człowieka rozbrojonego – major (odc. 1)
- 1990: W piątą stronę świata – Turaj
- 1990: Kamienna tajemnica
- 1990: Kapitan Conrad
- 1986: Wcześnie urodzony – śpiewak operowy Leon Chrobak
- 1986: Dwie wigilie – nauczyciel szermierki w PWST
- 1985: Greta
- 1983: Alternatywy 4 – kumpel Furmana spotkany w restauracji „Kongresowa” (odc. 8)
- 1983: Fachowiec – Lafere
- 1981: Białe tango – Jurek Kuźniak (odc. 2)
- 1981: Przypadki Piotra S.
- 1981: Najdłuższa wojna nowoczesnej Europy – Ludwik Mierosławski
- 1980: Punkt widzenia – Kuba, brat Włodka
- 1979: Biały mazur – Ludwik Waryński
- 1979: Placówka – Szwagier dziedzica
- 1978: Układ krążenia – lekarz (odc. 5)
- 1977: Pani Bovary to ja – Tomasz
- 1976–1981: 07 zgłoś się –
  - człowiek Kreczeta udający milicjanta (odc. 1),
  - człowiek Ławreckich (odc. 14)
- 1975: Dyrektorzy – inżynier Bobrowski

## Polski dubbing
- 2023: Rodzina Clausów 3 – Noël Claus
- 2022: Rodzina Clausów 2 – Noël Claus
- 2022: Minionki: Wejście Gru – Wściekły Kułak
- 2021: Wilk, lew i ja – dziadek Almy
- 2021: Piotruś Pan i Alicja w Krainie Czarów – Charlie
- 2021: Rodzina Clausów – Noël Claus
- 2020: Pinokio
- 2019: Jakub, Mimmi i gadające psy –
  - Orzeł,
  - Dziadek,
  - John,
  - robotnik B,
  - policjant #1,
  - kierownik,
  - gadające psy,
  - robotnik #3,
  - złomiarz #1,
  - reporter #1,
  - gwary
- 2016: Psi patrol – wujek Otis (odc. 54a)
- 2015: Magiczny plac zabaw Dziadka Joe – Dziadek Joe
- 2012: Lorax – Lorax
- 2011: Artur ratuje gwiazdkę – Dziadek
- 2011: Przygody Tintina – Filozela
- 2010: Ciekawski George
- 2009: Ola i jej zoo –
  - Albert,
  - Samuel
- 2009: Lato Muminków
- 2009: Adibu – Bert
- 2008: Bouli (druga wersja dubbingowana)
- 2008: Krasula i my
- 2008–2010: Chaotic – Najarin
- 2008–2009: Dom dla Zmyślonych Przyjaciół pani Foster –
  - Pocztowiec Glen (odc. 53),
  - Pan Sędzia (odc. 53),
  - Stary Zrzęda (odc. 56)
- 2008: Ben 10 –
  - Jeden z piratów drogowych (odc. 44),
  - Niewzruszony Obiekt (odc. 45),
  - Największy (odc. 46)
- 2008: Kacper (druga wersja dubbingowana) – Stinky (odc. 8-32)
- 2008: Ben 10: Tajemnica Omnitrixa – Największy
- 2008: Wyprawa po świąteczne pisanki
- 2008: SamSam – Wrednobrody
- 2007: Kudłaty i Scooby Doo na tropie – Bysior (odc. 13)
- 2007–2008: Kacze opowieści (druga wersja dubbingowana) – Granit Forsant
- 2006: Tony Hawk − wielka rozwałka (pierwsza wersja dubbingowana) – Marshall
- 2006: Garfield 2 – Winston
- 2006: Galactik Football
- 2006: Ali Baba (druga wersja dubbingowana)
- 2006–2007: Smerfy (druga wersja dubbingowa) –
  - Ojciec Czas (odc. 64, 66),
  - Druid (odc. 74),
  - żabol #3 (odc. 104)
- 2005: Projekt Merkury – Gus Baker
- 2005: Power Rangers Dino Grzmot –
  - Shane (odc. 4),
  - Blake (odc. 4)
- 2005: Małgosia i buciki
- 2005: Megas XLR – Gorrath
- 2004–2007: Tutenstein – Set
- 2004: Gwiezdne jaja: Część I – Zemsta świrów – Regulator Rogul
- 2004: Power Rangers Ninja Storm – Choobo
- 2004–2005: Wojownicze Żółwie Ninja –
  - oficer Frank (odc. 1),
  - dyrektor banku (odc. 3),
  - technik klanu Foot (odc. 3),
  - Harry Parker (odc. 5),
  - jeden z Purpurowych Smoków (odc. 7, 53),
  - bezdomny #1 (odc. 9),
  - bezdomny #4 (odc. 9),
  - Doktor Malignus (odc. 12),
  - mężczyzna w reklamie (odc. 13),
  - dostawca jedzenia (odc. 16),
  - jeden z wojowników (odc. 16),
  - policjant Sarge (odc. 18),
  - Parker, asystent dr Finn (odc. 20),
  - jeden z Foot Ninja (odc. 21),
  - Łasica (odc. 24),
  - właściciel samochodu (odc. 25),
  - pracownik TCRI (odc. 26),
  - jeden z ochroniarzy w TCRI (odc. 26),
  - kosmita (odc. 27),
  - kosmita (odc. 28),
  - jeden z żołnierzy Federacji (odc. 31),
  - głos w metrze (odc. 44),
  - Profesor Honeycutt / Robozbieg (odc. 45-46),
  - bezdomny #2 (odc. 53, 57),
  - Bishop (odc. 54-57),
  - jeden z Triceratonów (odc. 59),
  - dr Baxter Stockman (odc. 63),
  - kierowca (odc. 63)
- 2004: Shrek 2 – Posłaniec
- 2004–2005: Gadżet i Gadżetinis
- 2003: Gdzie jest Nemo? – Berni
- 2003: Pinokio –
  - Woźnica z Wyspy Zabawek,
  - Pantalone,
  - różne postacie
- 2003: Król Maciuś Pierwszy
- 2002–2004: Samuraj Jack –
  - Szkot,
  - Pies Angus McDuffy (odc. 2)
- 2002: Zły pies
- 2002–2005: Dzieciaki z klasy 402 – tata Vinniego (odc. 40)
- 2002: Perypetie Penelopy Pitstop
- 2002: Strażnicy czasu –
  - Todd Waszyngton Carver (odc. 10b),
  - Harry Houdini (odc. 13a)
- 2002: Potwory i spółka – Flegma
- 2001: W 80 marzeń dookoła świata
- 2001: Nowe szaty króla
- 2001: Aladyn: Powrót Dżafara – Omar
- 2000: Rudolf czerwononosy renifer – sędzia
- 2000: Król sokołów
- 2000–2001: Baśniowa kraina braci Grimm –
  - ojciec Tomcia Palucha (odc. 2),
  - wilk (odc. 4),
  - flisak (odc. 5),
  - możnowładca (odc. 9),
  - olbrzym (odc. 10)
- 1999–2000: Księżniczka Sissi
- 1999: Heathcliff i Dingbat
- 1999: Kometa nad Doliną Muminków
- 1999: Flintstonowie (trzecia wersja dubbingowa) – podwładny Króla Barney’ego (odc. 149)
- 1999: Dawno temu w trawie – Helmut[a]
- 1998: Szczęśliwy dzień – Lew
- 1998: Figle z Flintstonami
- 1998: Miś Yogi (druga wersja dubbingowa)
- 1998: Jetsonowie (druga wersja dubbingowa)
- 1998–1999: Kacza paczka –
  - prezydent (odc. 7),
  - Kapitan Jack (odc. 14),
  - tata Sary (odc. 16),
  - Jack Sadzawka (odc. 34)
- 1998–1999: Kot Ik! – Steven (odc. 37, 55, 60)
- 1998: Spider-Man (druga wersja dubbingowa) – Dr Octopus / Otto Octavius
- 1998: Teknoman
- 1998–2005: Tabaluga – Arktos
- 1997–1999: Smerfy (pierwsza wersja dubbingowa) –
  - Salomon Wieszczek (odc. 186b),
  - Lord Zgrzyt (odc. 190),
  - Święty Mikołaj (odc. 201),
  - Gembulus (odc. 237a),
  - Cezar (odc. 237b),
  - sługa Cezara (odc. 238),
- 1996–1997: Kacper (pierwsza wersja dubbingowana) – dr Harvey
- 1996: Troll w Nowym Jorku
- 1996: Głupi i głupszy
- 1996–1997: Wesoły świat Richarda Scarry’ego
- 1995: Asterix kontra Cezar (druga wersja dubbingowa) – Abrarakurix
- 1995: Wielka bitwa Asteriksa – Abrarakurix
- 1995: Asterix w Brytanii – Abrarakurix
- 1995: Dwanaście prac Asteriksa – Abrarakurix
- 1995: Rodzina Addamsów
- 1994: Asterix podbija Amerykę – Obelix
- 1993–1995: Muminki –
  - prorok (odc. 81),
  - Komisarz Generalny (odc. 84),
  - Tata-pirat (odc. 85),
  - szejk Abdul (odc. 90)
- 1993: Kot w butach –
  - Jan (odc. 4),
  - konik Shem (odc. 15)
- 1978: Lato Muminków – Włóczykij

### Reżyser dubbingu
- 2011: Mali wszechmocni
- 2010: Ciekawski George
- 2010: Adibu – misja Ziemia
- 2009: Bajki z mchu i paproci (druga wersja dubbingowa)
- 2009: Nouky i przyjaciele
- 2009: Skarbczyk najpiękniejszych bajek
- 2009: SuperZeke
- 2009: Adibu
- 2009: Ola i jej zoo
- 2009: Harry i wiaderko pełne dinozaurów
- 2009: Poszukiwanie nieskończoności
- 2008: Bouli (druga wersja dubbingowa)
- 2008: Krasula i my
- 2008: Chaotic
- 2008: SamSam
- 2007: Milusiaki
- 2007: Opowieści Mamy Mirabelle
- 2006: Tony Hawk − wielka rozwałka
- 2006: Galactik Football (odc. 1-6)
- 2006: Wybraniec smoka
- 2005: Power Rangers Dino Grzmot (odc. 1-23, 28-38)
- 2004–2007: Tutenstein
- 2004: Power Rangers Ninja Storm
- 2004–2005: Wojownicze Żółwie Ninja
- 2004–2005: Gadżet i Gadżetinis
- 2004: Roboluch
- 2003: Skoś trawnik tato, a dostaniesz deser
- 2002: Hamtaro – wielkie przygody małych chomików
- 2002: Zły pies

## Odznaczenia i nagrody
- 1972 – Nagroda rektora PWST w Warszawie dla absolwentów, za osiągnięcia po dwuletniej pracy na deskach teatralnych
- 1977 – Brązowy Krzyż Zasługi
- 1985 – wyróżniony na IFSDiM w Wałbrzychu za choreografię w przedstawieniu pt. „Złe zachowanie” Andrzeja Strzeleckiego
- 2010 – Brązowy Medal „Zasłużony Kulturze Gloria Artis”[5]